# 西本町駅
西本町駅（にしほんまちえき）は、大阪府大阪市西区阿波座1丁目に開業予定の西日本旅客鉄道・南海電気鉄道なにわ筋線の駅である。

## 概要
2031年開業予定のなにわ筋線に設けられる駅。当駅以北ではJR西日本と南海が線路を共用し、以南ではそれぞれの単独営業区間となる予定。当駅付近でOsaka Metro中央線と交差するが、接続駅は設置されない。

## 歴史
- 2031年（令和13年）：開業予定。

## 隣の駅
西日本旅客鉄道（JR西日本）
なにわ筋線
中之島駅 - 西本町駅 - JR難波駅
南海電気鉄道
なにわ筋線
中之島駅 - 西本町駅 - 南海新難波駅